# Международные олимпиады школьников
Международные олимпиады школьников — группа ежегодно проводимых интернациональных предметных олимпиад, соревнований школьников по ряду научных дисциплин. В олимпиадах участвуют от каждой страны команды из 4-6 школьников, прошедших национальные отборы (обычно также называемые олимпиадами). Исключение составляют лингвистическая олимпиада, которая допускает команды от городов и несколько команд на страну, и естественно-научная, которая предназначена школьникам среднего возраста.
Каждая Олимпиада представляет собой отдельное соревнование со своим оргкомитетом, несмотря на то, что все они носят общее название «Международные олимпиады». Их общая цель — способствовать популяризации науки и продвижению талантливых учеников, а также сравнить образовательные системы разных стран.
В настоящее время существует следующие международные олимпиады для школьников:
- Международная математическая олимпиада (IMO, с 1959 года; не проводилась в 1980)
- Международная физическая олимпиада (IPhO, с 1967; не было в 1973, 1978, 1980)
- Международная химическая олимпиада (IChO, с 1968; не проводилась в 1971)
- Международная олимпиада по информатике (IOI, с 1989)
- Международная биологическая олимпиада (IBO, с 1990)
- Международная философская олимпиада (IPO, с 1993)
- Международная экологическая олимпиада (INEPO, с 1993[1])
- Международная географическая олимпиада (IGeo, с 1996)
- Международная лингвистическая олимпиада (IOL/ILO, с 2003)
- Международная естественно-научная олимпиада (IJSO, с 2004)
- Международная олимпиада по астрономии и астрофизике (IOAA, с 2007[2])
- Международная олимпиада по наукам о Земле (IESO, с 2007)
- Международная олимпиада по экспериментальной физике (IEPhO, с 2013[3])
- Международная олимпиада по экономике (IEO, с 2018[4])
- Международная Менделеевская олимпиада по химии (IMChO, с 1967, с 1967 по 1991 — Всесоюзная олимпиада школьников по химии[5])[значимость факта?]